# Blancos honorarios

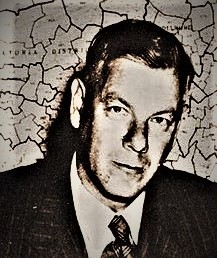
Bajo la presidencia de Hendrik Verwoerd se implementó el título.

Blancos honorarios fue un término jurídico que estuvo institucionalizado desde 1961 por el régimen de apartheid de Sudáfrica, para conceder casi todos los derechos y privilegios de los blancos a los extranjeros que no eran blancos.

## Historia

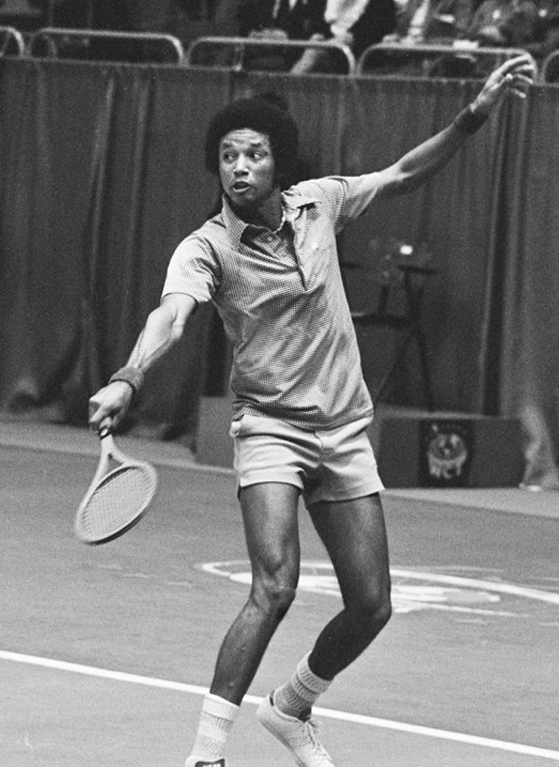
Arthur Ashe se negó a recibir dicho calificativo.

Esto se aplicó caso por caso para seleccionar individuos (por ejemplo: presidentes latinoamericanos) pero también a grupos de personas, mayormente a los asiáticos del este que tuvieron relaciones comerciales, empresariales y políticas con los sudafricanos. Esto sucedió debido a un pacto de comercio realizado entre Sudáfrica y Japón en la apertura de las relaciones internacionales, por la proclamación de la república ese año, cuándo Tokyo Yawata Acero & de Hierro Cía. adquirió 5 millones de toneladas de hierro de cerdo sudafricano por un valor de más de $250 millones, sobre un plazo de 10 años.
Con un trato tan enorme, el Primer ministro Hendrik Verwoerd determinó que sería mal visto y desventajoso someter a los socios japoneses a las mismas restricciones que tenían otras etnias. Además de las delegaciones de comercio, los ciudadanos de Japón y posteriormente otros asiáticos visitaron regularmente Sudáfrica por turismo.
El instituto fue derogado con la abolición del régimen racista en 1992.

### Japoneses
El instituto se aplicó por primera vez a todas las personas japonesas (quienes también fueron nombrados como Arios honorarios por la Alemania nazi) en 1961.
El gobierno de Pretoria anunció públicamente que todas las personas japonesas serían considerados Blancos honorarios. En Johannesburgo se proclamó ceremonialmente que "en vista de los acuerdos de comercio", las piscinas municipales serán abiertas a todos los huéspedes japoneses.
La decisión otorgó a los japoneses casi todos los mismos derechos y privilegios de blancos, incluso el residir en el país; pero a estos se les exceptuó el de votar y también del servicio militar. La prensa mundial cuestionó que el gobierno japonés hubiera aceptado los privilegios especiales, siendo visto como un apoyo al apartheid.

### Chinos
Al momento del acuerdo japonés existía una comunidad china pequeña (aproximadamente 7000 en aquel tiempo), quienes también eran sometidos al mismo trato que los negros. Cuando el Time informó del suceso en Sudáfrica, un empresario chino del Reino Unido dijo: "En todo caso, somos más blancos en aspecto que nuestros amigos japoneses."
La inclusión de otros asiáticos del este como blancos honorarios (surcoreanos y especialmente taiwaneses) complicó los asuntos locales debido a que los blancos no podían distinguir las nacionalidades de los asiáticos.
El conflicto se resolvió en 1984, cuando una reforma de la Ley de Áreas de Grupo permitió que los chinos pudieran vivir en barrios que el gobierno había declarado áreas blancas y utilizar las instalaciones así consideradas, como las playas. De esta manera los chinos fueron considerados Blancos honorarios de facto, no sin ser duramente criticado por los blancos.

### Surcoreanos
Corea del Sur siempre se negó a establecer relaciones diplomáticas con Sudáfrica debido al apartheid. Pero cuando en 1961 se les ofreció proclamar blancos honorarios a sus ciudadanos, fue la estrategia del gobierno sudafricano para lograr entablar acuerdos comerciales; los surcoreanos aceptaron.
Corea del Sur mantuvo lazos con Sudáfrica hasta 1978, cuando debido a las protestas de sus ciudadanos en contra apartheid y la presión internacional, cortó las relaciones diplomáticas. Los dos países restablecieron su diplomacia recién en la presidencia de Nelson Mandela.

### Taiwaneses
La inclusión de taiwaneses se debió también a las importantes relaciones económicas: en 1979 Taiwán era el quinto socio comercial más grande de Sudáfrica. Las relaciones fueron muy fuertes debido a que ambos estaban aislados de la comunidad internacional.

## En el deporte

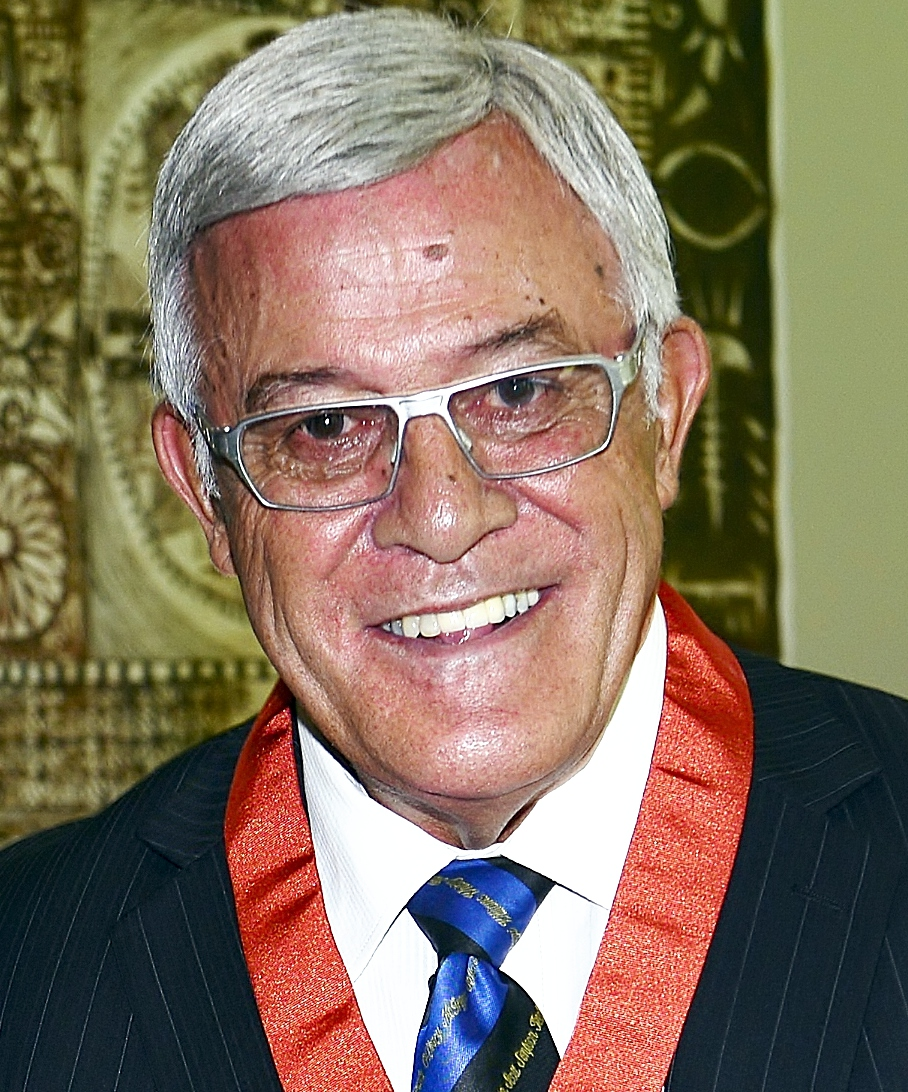
Bryan Williams, estrella de los All Blacks, fue un blanco honorario.

Los "Blancos honorarios" quizás se conocen más por los dados a los deportistas que visitaron el país:

### All Blacks
La fuerte rivalidad deportiva All Blacks vs. Springboks permitió que los neozelandeses ingresaran al país con sus jugadores maoríes para la Gira de los All Blacks 1970.
La tenista australiana Evonne Goolagong, es una aborigen australiano, que llegó a ser nombrada número 1 del Mundo en 1976 también recibió el título. Su nombramiento como Blanca honoraria le generó malestar a ella y a la Asociación Australiana de Tenis por tal discriminación.

### Arthur Ashe
Al tenista estadounidense Arthur Ashe (afroamericano) intentaron inscribirlo com Blanco honorario en la aduana sudafricana, pero él lo rechazó y reclamó ser inscripto como hombre negro. Años antes el escritor guyanés E. R. Braithwaite aceptó el título y luego escribió el libro: Honorary white, a black in the South Africa (Blanco honorario: un negro en Sudáfrica) criticando duramente el gobierno racista.